# Roberto Muñoz (ciclista)
Roberto Muñoz (Curicó, 14 de octubre de 1955) es un exciclista chileno.
Protagonista de innumerables hazañas durante su etapa pedalera. En 2012 luego de su retiro, fue contratado para ser jefe técnico de la Unión Ciclista Curicó que disputó la Vuelta a Chile de ese año.

## Vuelta Ciclista de Chile 1983
Fue el primer ciclista chileno en adjudicarse la Vuelta Chile el año 1983, luego con el paso del tiempo reconoce:

Era muy difícil vencer por el nivel de los equipos, pero que sobre la base de esfuerzo y compañerismo pudimos sacar adelante.

El hecho de ganar una etapa en esos años ya era extraordinario, porque las escuadras con las que competíamos eran muy potentes. Venían las selecciones de Alemania, Italia, Bélgica, Colombia, entre otras. Entonces, el plan fue ir poniéndonos metas, aunque igual contábamos con importantes auspicios.
Roberto Muñoz

Reconoce además que en la última etapa del certamen no lo pasó bien, porque sintió fuertes dolores:

Ese día ni lo sentí, estaba muy nervioso porque no estábamos acostumbrados a estar en esta posición, me vinieron cálculos renales muy fuertes. Incluso, en la última jornada se metió una bolsa de nailon en los cambios y tuve que cambiar mi bicicleta. No gocé el triunfo hasta pasadas algunas horas, recién ahí pude dimensionar lo hecho.
Roberto Muñoz

## Palmarés
1979
- Persecución por equipos en los Juegos Panamericanos Puerto Rico

1981
- 3º en la Vuelta Ciclista de Chile

1982
- 2º en el Campeonato Panamericano de Ciclismo en Ruta
- 2º en la Gran Caracol de Pista, Colombia

1983
- Vuelta Ciclista de Chile